# Shaylee Mary
Shaylee Mary（シェイリー・マリー、旧名：Shaylee）は、日本の女性シンガーソングライター、ボーカリスト、サウンドクリエイター。

## 人物
鹿児島県で生まれ、長崎県で育つ。5歳から13歳までピアノを習い、6歳から作曲を始め、即興で音楽を創る事が日常の趣味。2007年に長崎から東京に上京、約2年間、様々なジャンルのボイストレーニングを受けながら、自身でも発声法の研究を重ねる。2009年にある女性歌手の楽曲コンペティションに初めて応募してみたところ、楽曲が採用され、作曲家としても活動。2011年の東日本大震災で家族や友人を亡くし、被災した友人が住む気仙沼市の被災したお寺で追悼コンサートに出演したのをきっかけに、より人の心の支えになれるような音楽を創りたいと志す。その後、被災地で曲創りをしながら、東北の地に花を植えるプロジェクトや自然農法による農業の応援、宮城や岩手など被災地の特産物を東京で販売するなど、様々な復興活動を応援するボランティアに力を注ぎ、約2年半ほど東京から東北被災地に通い続けた。2018年からは福島県田村市や浪江町を訪れ、様々な復興音楽イベントにも参加し、今でも現地の人たちへ思いを寄せている。

## 来歴
歌い手としては、オリジナル曲の他にアイルランド・スコットランド民謡、賛美歌、童謡を主なレパートリーとし、世界の伝統曲や日本の古代祝詞などを独自の編曲で歌っている。大震災後の2012年、被災地の人たちへ送る曲として、初めて自身で編曲、動画サイトに投稿したスコットランド民謡『Auld Lang Syne』（蛍の光・英語バージョン）や『The Water is Wide』（広い河の岸辺）がYouTubeで徐々に注目を集める。
2015年、クラシック・ギター専門の老舗、現代ギター社企画による世界の民謡曲集CD、楽譜集『Traditional Songs』のボーカルに抜擢され、CDデビュー。アイルランド、スコットランド、イングランドやアメリカの伝統的な15曲をクラシック・ギタリスト小関佳宏によるギター伴奏と共に収録。ゆっくり落ち着いて聞けるヒーリング・サウンドとの評判のCDが、首都圏内の病院や福祉施設でもリラックスBGMとして使用されている。
2015年11月より、森由里子、Frankie T.プロデュースによるニューエイジ・ミュージック系ポップユニットSEIRIOSのボーカルとしても活動を開始。
2016年6月に発売された小瀬村晶のソロアルバム『MOMENTARY：Memories of the Beginning』にゲスト・ボーカルとして参加。『Promise with you』英作詞・ボーカルを担当。
2018年12月末に寺嶋民哉と共に自身初のオリジナル・アルバムを共同プロデュース、Shaylee作詞・作曲による1stアルバム『Light and Shadow』を発売。
2019年10月、式町水晶の2ndアルバム『希望への道』に収録された『孤独の戦士』のボーカルバージョン『孤独の戦士~Flame of Heart~』のボーカルに抜擢され歌唱担当。

## 作品

### アルバム
| 発売日     | 『Traditional Songs』世界の民謡曲集アルバム |
| ---------- | --- |
| 2015年3月  | 1. The Last Rose of Summer(夏の名残りのバラ) 2. Danny Boy(ロンドンデリーの歌) 3. When the Saints Go Marching In（聖者の行進） 4. Aura Lee(オーラ・リー) 5. Beautiful Dreamer(夢路より) 6. My Bonnie Lies Over the Ocean(マイ・ボニー) 7. My Grand Father's Clock(大きな古時計) 8. My Old Kentucky Home（ケンタッキーの我が家） 9. Scarborough Fair(スカボロー・フェア) 10. Down by the Sally Garden(ダウン・バイ・ザ・サリー・ガーデンズ) 11. Auld Lang Syne(オールド・ラング・サイン) 12. The First Noel(牧人ひつじを) 13. Greensleeves(グリーンスリーブス) 14. Amazing Grace(アメイジング・グレイス) 15. The Water is Wide(広い河の岸辺) |
| 2018年12月 | 『Light and Shadow』1stオリジナル・アルバム |
| 2018年12月 | 特記以外作詞・作曲：Shaylee 6作曲：寺嶋民哉 1. Distance 2. Alive 3. 目を閉じて 4. Light and Shadow (English) 5. My Life Again 6. Riven 7. Gift |

## 参加作品

### 映画
- 2019年より、全国の市民会館等で公開の五十嵐匠監督の映画『二宮金次郎』のメインテーマ、エンディング曲を歌唱[1]。サウンドプロデュースは寺嶋民哉が担当。
- 2020年 映画『劇場版 Fate/stay night [Heaven's Feel]第三章』で梶浦由記がサウンドプロデュースした挿入歌『in early spring』『You were always brilliant』を歌唱。
- 2021年2月に公開の安藤雅司監督の映画『鹿の王 ユナと約束の旅』のメインテーマ、声優の竹内涼真演じる主人公の医師ホッサルのテーマの劇伴音楽を歌唱。サウンドプロデュースは富貴晴美が担当。

### ドラマ
- 2020年10月18日よりWOWOWプライムにて放送の新木優子主演の連続ドラマW『セイレーンの懺悔』全4話でオープニング曲、エンディング曲にも採用された劇伴のメインテーマの歌唱。サウンドプロデュースは富貴晴美が担当 。

### TV
- 2016年7月 - 9月、テレビ東京系「開運!なんでも鑑定団」エンディングテーマ曲『碧の方舟』のボーカル、コーラスを担当（SEIRIOS作品）
- 2020年7月、TOKYO MXほかにて放送のTVアニメ『モンスター娘のお医者さん』の第2話『水路街のマーメイド』にてマーメイドのルララ・ハイネが歌った劇中挿入歌『Water flows down passagesを歌唱[2]。10月7日、株式会社バンダイナムコアーツより発売のサウンドトラック『The music for monster girls』の1曲目に収録。
- 2021年7月 - 12月にTOKYO MXで放送されたTVアニメ『SCARLET NEXUS』の劇伴BGMを6曲歌唱担当。

### ゲーム
- 2018年12月、セガより配信されたスマートフォンゲームアプリ、ファンタシースターシリーズによる最新作、「イドラ ファンタシースターサーガ」主題歌、ゲーム内オープニングテーマ、挿入歌、ボイスの歌唱を担当。音楽制作は床井健一。
- 2021年12月、セガのロールプレイングゲーム「ファンタシースター」シリーズ、『PSO2 ニュージェネシス』の中型、大型、超大型ボスの戦闘BGM 3曲歌唱担当。音楽制作は床井健一。